# Styloniscus insulanus
Styloniscus insulanus is een pissebed uit de familie Styloniscidae. De wetenschappelijke naam van de soort is voor het eerst geldig gepubliceerd in 1983 door Franco Ferrara & Stefano Taiti.